# Les Infortunes d'un explorateur
Les Infortunes d'un explorateur ou les momies récalcitrantes és un curtmetratge mut francès del 1900 dirigida per Georges Méliès.

## Trama
Entrant en una tomba subterrània, un explorador anglès es troba amb un sarcòfag. D'ell apareix un fantasma, que es converteix en una deessa enfadada per la infiltració de l'explorador. La deessa convoca tres monstres de l'antic Egipte, que ataquen l'explorador i l'atrapen dins del sarcòfag, que la deessa incendia màgicament. Aleshores atura el foc i l'explorador surt ensopegadament i és expulsat.

## Estrena

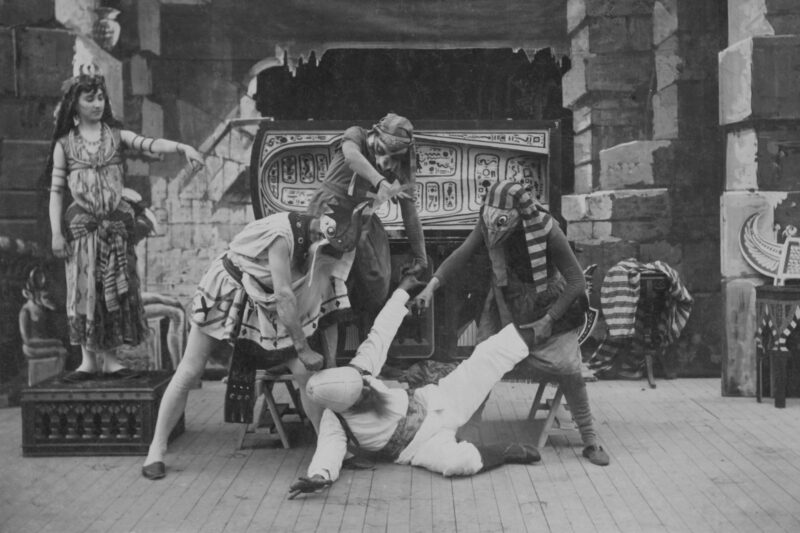
Els monstres ataquen l'explorador, sota la supervisió de la deessa, en una fotografia supervivent

Méliès va interpretar l'explorador a la pel·lícula, que va ser estrenada per la seva Star Film Company i era el número 244 als seus catàlegs.
Se sap que existeix un fragment molt breu de la pel·lícula (d'uns 10 a 20 segons, depenent de la freqüència de fotogrames) que s'ha publicat en vídeos casolans i en fotografies de festivals de cinema. El fragment mostra l'explorador entrant, descobrint el sarcòfag i entrant dins.